# L'Art de réussir
Pour plus de détails, voir Fiche technique et Distribution.
L'Art de réussir (titre original : Skinner Steps Out) est un film américain réalisé par William J. Craft, sorti en 1929, avec une version muette et une version sonore.

## Synopsis
Une jeune épouse tente de mettre son époux en avant auprès de ses patrons.

## Fiche technique
- Titre : L'Art de réussir
- Titre original : Skinner Steps Out
- Réalisation : William J. Craft
- Scénario : Matt Taylor, d'après une histoire de Henry Irving Dodge
- Dialogues, intertitres : Albert DeMond
- Photographie : Alan Jones
- Montage : Harry W. Lieb
- Musique : David Broekman
- Producteur :
- Société de production :  Universal Film Manufacturing Company
- Société de distribution :  Universal Film Manufacturing Company
- Pays de production :  États-Unis
- Langue : anglais
- Métrage : 2 010,75 m (8 bobines) • version sonore / 2 025,4 m m (8 bobines) • version muette
- Format : Noir et blanc — 35 mm — 1,20:1 — Muet
- Genre : Comédie
- Durée : 70 minutes (1 h 10)
- Dates de sortie : 
  - États-Unis : 17 novembre 1929 (première) | 17 novembre 1929 (sortie nationale)
  - Australie : 8 février 1930
  - Irlande : 2 mai 1930
  - France : 6 février 1931

## Distribution
- Glenn Tryon : William Henry Skinner
- Merna Kennedy : 'Honey' Skinner
- E.J. Ratcliffe : Jackson
- Burr McIntosh : J.B. McLaughlin
- Lloyd Whitlock : Parking
- William Welsh : Crosby
- Kathleen Kerrigan : Mrs. Crosby
- Edna Marion